# Ligne 10 du métro de Barcelone
Pour les articles homonymes, voir Ligne 10.
La ligne 10 (en catalan : Línia 10 del metro de Barcelona, en espagnol : Línea 10 del metro de Barcelona) est l'une des douze lignes du réseau du métro de Barcelone, ouverte partiellement en avril 2010, puis en septembre 2018. Elle est exploitée par TMB et dessert trois communes.
La ligne est créée à partir de bifurcations nord et sud de la ligne 9, qui connecte l'est et l'ouest de la métropole barcelonaise sans passer par le centre. Partiellement ouverte dans sa partie nord en 2010, elle entre en service au sud, notamment dans la zone franche, huit ans plus tard. Elle est la première ligne barcelonaise à circuler en aérien. Le tunnel de la section centrale est relancé en 2022, avec un objectif d'inauguration en 2030.

## Historique

### Création
À l'occasion de l'inauguration du tronçon entre Gorg et Bon Pastor de la ligne 9 le 18 avril 2010, le président de la généralité de Catalogne, José Montilla, annonce que cette section formera la ligne 10, tout comme la partie de la L9 située dans le secteur de la zone franche de Barcelone. Elle est allongée à peine deux mois plus tard, jusqu'à la gare de Barcelone-La Sagrera-Meridiana.

### Arrêt des travaux
Le gouvernement catalan annonce en mars 2011 un ralentissement des travaux sur plusieurs stations, notamment Motors dans la zone franche, qui donne accès à un secteur pas encore urbanisé. Le percement du tronçon central, entre Camp Nou et Maragall, est arrêté par l'exécutif autonome en septembre 2011, alors qu'il ne reste à creuser que quatre kilomètres de tunnel, faute de capacité financière.
En janvier 2012, le gouvernement catalan et la mairie de Barcelone assument de retarder la mise en service de la section sud de la L10, au profit de la connexion avec l'aéroport de Barcelone-El Prat assurée par la L9 et jugée prioritaire. Ainsi, le percement du tunnel au niveau de la zone franche est relancé en novembre 2012, son achèvement permettant son utilisation comme tunnel de service pour la L9 vers l'aéroport d'El Prat, garantissant sa desserte.

### Inauguration du tronçon sud

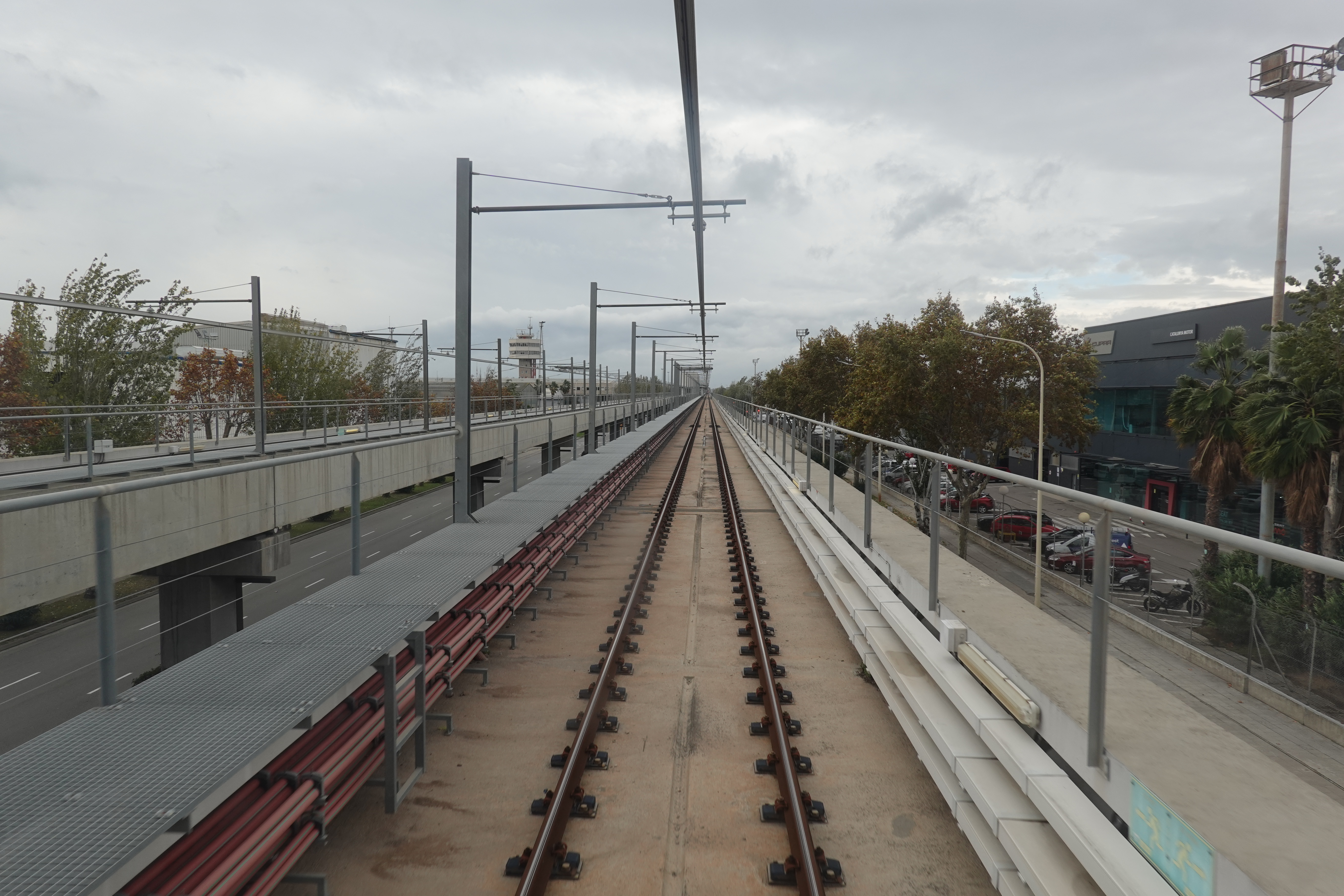
La L10 est la première ligne barcelonaise à circuler en aérien.

Les travaux redémarrent finalement en février 2016, juste après la mise en service commercial de la L9 sud et à la suite d'un accord financier entre la généralité de Catalogne et la Ville de Barcelone. Les deux premières stations du tronçon L10 sud sont ouvertes au public deux ans et demi plus tard, le 8 septembre 2018, dans le secteur de la zone franche, qui obtient sa connexion au réseau métropolitain après trente années de réclamations des habitants. À l'inverse de la ligne 9, elle ne fait pas son terminus à Zona Universitària, mais à Collblanc, puisque la section entre ces deux stations est à voie unique et qu'y faire circuler les deux lignes réduirait la fréquence des trains sur les tronçons ségrégués.
La section sud est ensuite prolongée peu à peu : en mars puis novembre 2019, deux nouvelles stations ouvrent sur le territoire de L'Hospitalet de Llobregat,. La station Zona Franca ouvre en février 2020, devenant la première station surélevée du réseau métropolitain barcelonais. Dès 2003, décision avait été prise de construire cette partie en aérien en raison de la nature instable du sous-sol de la zone franche. Le 1er novembre 2021, trois nouvelles stations sont ouvertes sur ce même viaduc, portant à onze le nombre de stations du tronçon sud.

### Relance du tunnel central
En 2018, le gouvernement de Catalogne envisage une reprise du chantier sur la partie centrale à la fin de l'année, pour une ouverture en 2023, et une mise en service complète en 2026, plusieurs stations devant ouvrir pendant ces trois années. Les travaux du tronçon central sont finalement relacés quatre ans plus tard, en juin 2022 avec la remise en marche du tunnelier. La mise en service de la ligne est ainsi prévue pour 2027, certaines stations ne devant ouvrir qu'en 2029. Pendant les onze ans de paralysie du chantier, le gouvernement catalan a dépensé 7,5 millions € pour assurer l'entretien du tunnelier.
À la fin du mois de février 2024, le tunnelier — déjà en retard sur la programmation initiale — est contraint à l'arrêt à 500 m de la future station Mandri, en raison de l'apparition imprévue de granit sur son tracé. Il redémarre deux mois et demi plus tard.
À la fin de l'année 2024, les autorités régionales indiquent viser une ouverture du tronçon jusqu'à Guinardó | Hospital de Sant Pau fin 2027-début 2028. L'inauguration de la ligne entière serait alors prévue pour 2030. À cette occasion, le tracé passant par Sagrera | TAV (sans arrêt) et La Sagrera sera modifié en empruntant un nouveau tunnel et de nouveaux quais, ce qui libérera le tunnel et les quais construits pour une extension de la ligne 4, qui pourra ainsi voir le jour.

## Caractéristiques

### Ligne
La ligne 10 est actuellement divisée en deux tronçons, nord et sud. Elle est parsemée de 17 stations et dessert notamment la zone franche de Barcelone.

### Stations
|  |   |  | Station                          | Communes                        | Correspondances |
|  | - |  | -------------------------------- | ------------------------------- | --------------- |
|  | ■ |  | Gorg                             | Badalone                        |                 |
|  | o |  | La Salut                         | Badalone                        |                 |
|  | o |  | Llefià                           | Badalone                        |                 |
|  | o |  | Bon Pastor                       | Barcelone (Sant Andreu)         |                 |
|  | o |  | Onze de Setembre                 | Barcelone (Sant Andreu)         |                 |
|  | x |  | Sagrera \| TAV                   | Barcelone (Sant Andreu)         |                 |
|  | ■ |  | La Sagrera                       | Barcelone (Sant Andreu)         |                 |
|  | x |  | Plaça de Maragall                | Barcelone (Horta-Guinardó)      |                 |
|  | x |  | Guinardó \| Hospital de Sant Pau | Barcelone (Horta-Guinardó)      |                 |
|  | x |  | Sanllehy                         | Barcelone (Horta-Guinardó)      |                 |
|  | x |  | Muntanya                         | Barcelone (Gràcia)              |                 |
|  | x |  | Lesseps                          | Barcelone (Gràcia)              |                 |
|  | x |  | El Putxet                        | Barcelone (Sarrià-Sant Gervasi) |                 |
|  | x |  | Mandri                           | Barcelone (Sarrià-Sant Gervasi) |                 |
|  | x |  | Sarrià                           | Barcelone (Sarrià-Sant Gervasi) |                 |
|  | x |  | Prat de la Riba                  | Barcelone (Sarrià-Sant Gervasi) |                 |
|  | x |  | Manuel Girona                    | Barcelone (Sarrià-Sant Gervasi) |                 |
|  | x |  | Campus Nord                      | Barcelone (Les Corts)           |                 |
|  | x |  | Zona Universitària               | Barcelone (Les Corts)           |                 |
|  | x |  | Camp Nou                         | Barcelone (Les Corts)           |                 |
|  | ■ |  | Collblanc                        | L'Hospitalet de Llobregat       |                 |
|  | o |  | Torrassa                         | L'Hospitalet de Llobregat       |                 |
|  | o |  | Can Tries \| Gornal              | L'Hospitalet de Llobregat       |                 |
|  | o |  | Provençana                       | L'Hospitalet de Llobregat       |                 |
|  | o |  | Ciutat de la Justícia            | L'Hospitalet de Llobregat       |                 |
|  | o |  | Foneria                          | Barcelone (Sants-Montjuic)      |                 |
|  | o |  | Foc                              | Barcelone (Sants-Montjuic)      |                 |
|  | x |  | Motors                           | Barcelone (Sants-Montjuic)      |                 |
|  | o |  | Zona Franca                      | Barcelone (Sants-Montjuic)      |                 |
|  | o |  | Port Comercial \| La Factoria    | Barcelone (Sants-Montjuic)      |                 |
|  | o |  | Ecoparc                          | Barcelone (Sants-Montjuic)      |                 |
|  | ■ |  | ZAL \| Riu Vell                  | Barcelone (Sants-Montjuic)      |                 |
|  | x |  | Pratenc                          | Barcelone (Sants-Montjuic)      |                 |

## Exploitation

### Matériel roulant
La ligne est servie par des trains de type série 9000, produits par Alstom, à conduite automatique basée sur le système CBTC.

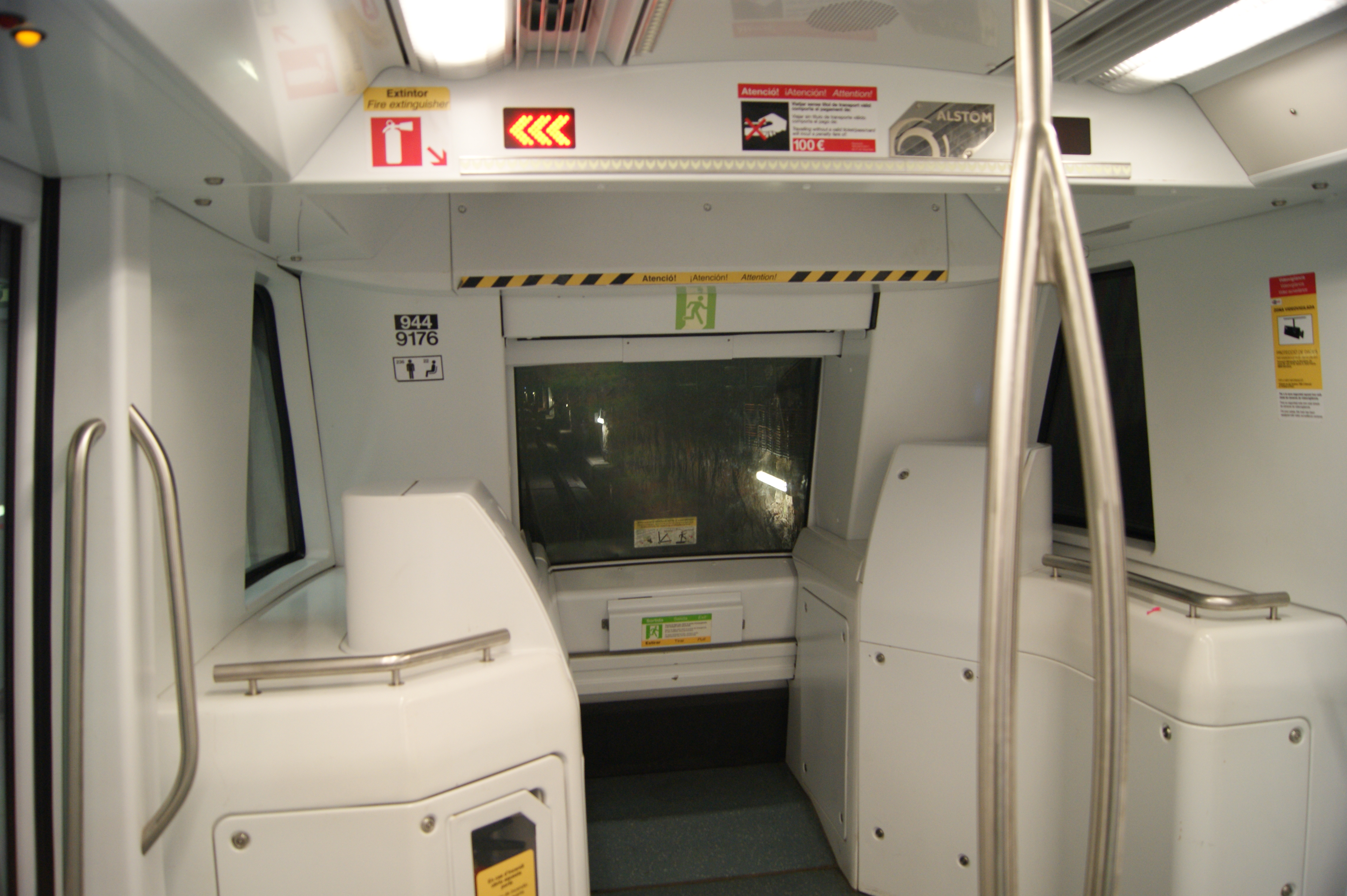
Poste avant d'une rame sans conducteur.
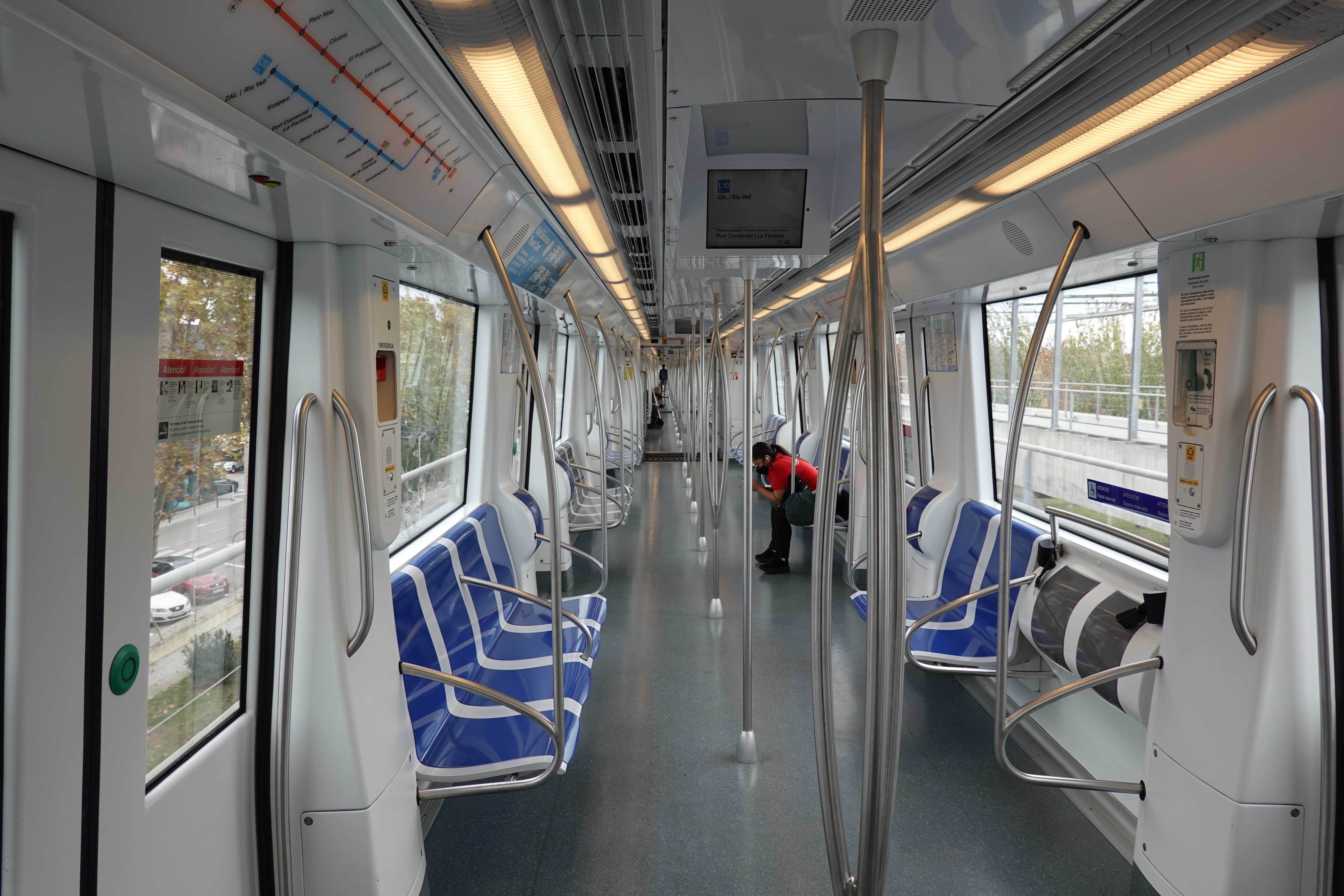
Intérieur d'une rame, circulant en aérien.
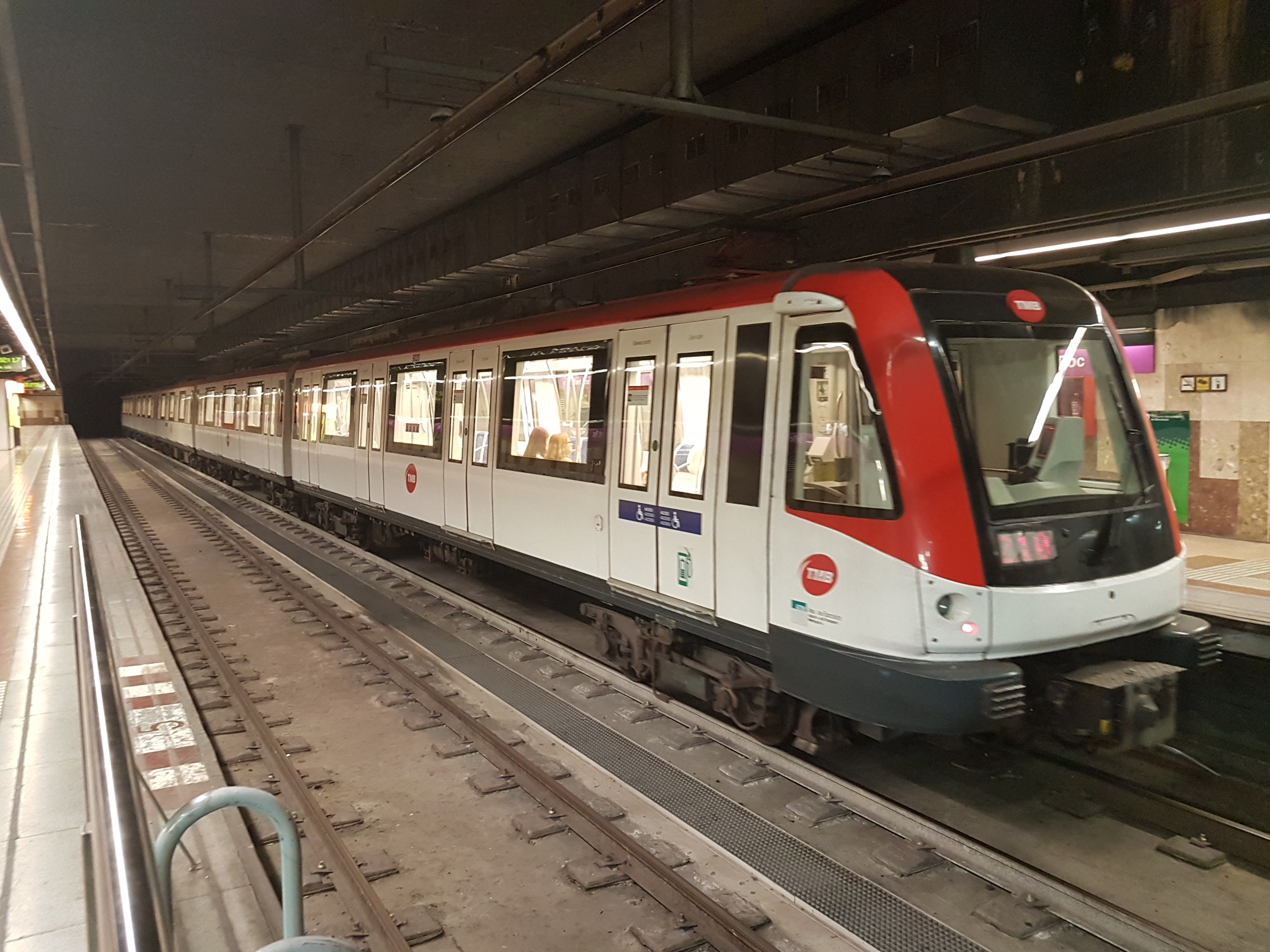
Série 9000 (avec conducteur) de  .

### Horaires et tarification
Les trains de la ligne 9 circulent à partir de 5 heures du matin. Ils s'arrêtent à minuit du lundi au jeudi, le dimanche et les jours fériés, à 2 heures du matin le vendredi et les veilles de jours fériés, et jusqu'à 23 heures la veille de Noël. Ils roulent sans interruption le samedi et lors de la Festa Major de Gràcia, en août.

## Sources & références
1. ↑  (es) Francesc Arroyo, « La línea 9 cruza el Besòs y enlaza Bon Pastor con los barrios de Badalona », El País,‎ 19 avril 2010 (lire en ligne, consulté le 4 août 2022).
2. ↑  (ca) Pol Huguet, « METRO. LÍNIA 9 », sur territori.scot.cat, 31 décembre 2010 (consulté le 4 août 2022).
3. ↑  (es) « Barcelona gana dos estaciones de metro de las líneas 9 y 10 », El País,‎ 27 juin 2010 (lire en ligne, consulté le 4 août 2022).
4. ↑  (es) « El Govern frena las obras de 5 estaciones de la L-9 », El Periódico de Catalunya,‎ 13 mars 2011 (lire en ligne, consulté le 4 août 2022).
5. ↑  (ca) Moisès Jordi, « METRO. LÍNIA 9/10 », sur territori.scot.cat, 31 décembre 2011 (consulté le 4 août 2022).
6. ↑  (ca) « La Generalitat endarrereix la posada en marxa del ramal de la Zona Franca de la Línia 9 », CCMA,‎ 25 janvier 2012 (lire en ligne, consulté le 4 août 2022).
7. ↑  (es) « Reactivadas las obras de la L-9 en la Zona Franca », El Periódico de Catalunya,‎ 12 novembre 2012 (lire en ligne, consulté le 4 août 2022).
8. ↑  (es) Javier GALLEGO, « La línea 10 de metro retoma las obras tras cuatro años paradas », La Razón,‎ 16 février 2016 (lire en ligne, consulté le 4 août 2022).
9. ↑  (es) Óscar Hernández, « El paseo de la Zona Franca estrena sus dos paradas de metro », El Periódico de Catalunya,‎ 8 septembre 2018 (lire en ligne, consulté le 4 août 2022).
10. ↑  (es) Jordi Palmer, « La Línea 10 del Metro se amplía, ¿pero cuando se acabará? », El Nacional,‎ 7 novembre 2021 (lire en ligne, consulté le 5 août 2022).
11. ↑  (es) « L'Hospitalet se suma al fin al trazado de la L10 Sud de metro », El Periódico de Catalunya,‎ 2 mars 2019 (lire en ligne, consulté le 4 août 2022).
12. ↑  (es) « La línea 10 del metro estrena la estación Ciutat de la Justícia », El País,‎ 23 novembre 2019 (lire en ligne, consulté le 4 août 2022).
13. ↑  (es) « La línea L10 del metro se adentra por fin en la Zona Franca industrial », El Periódico de Catalunya,‎ 1er février 2020 (lire en ligne, consulté le 4 août 2022).
14. ↑  (ca) Alfons Olmo, « METRO, LÍNIA 9 », sur territori.scot.cat, 31 décembre 2003 (consulté le 4 août 2022).
15. ↑  (es) Óscar Muñoz, « La L10 del metro estrena el domingo tres nuevas estaciones de la Zona Franca tras seis meses de retraso », La Vanguardia,‎ 1er novembre 2021 (lire en ligne, consulté le 4 août 2022).
16. ↑  (ca) David Guerrero, « El tram central de l’L9 de metro es prepara per a la reactivació », La Vanguardia,‎ 23 août 2018 (lire en ligne, consulté le 7 août 2022).
17. ↑  (es) Estela López, « Barcelona reactiva las obras de la L9 de metro, para 2027 », El Economista,‎ 16 juin 2022 (lire en ligne, consulté le 20 juillet 2022).
18. ↑  (es) David Guerrero et Óscar Muñoz, « La tuneladora de la L9 vuelve a girar tras once años paralizada », La Vanguardia,‎ 15 juin 2022 (lire en ligne, consulté le 5 août 2022).
19. ↑  (es) David Guerrero, « La tuneladora de la L9 de Barcelona se atasca y retrasa de nuevo el fin de las obras », La Vanguardia,‎ 8 avril 2024 (lire en ligne, consulté le 9 avril 2024).
20. ↑  (es) C. Verastegui, « La tuneladora de la Línea 9 del Metro de Barcelona se reactiva tras completar el mantenimiento », ABC,‎ 14 mai 2024 (lire en ligne, consulté le 25 mai 2024).
21. ↑  (es) Natàlia Vila, « La L9 abrirá un nuevo tramo con cuatro paradas a finales del 2027, antes de que acabe toda la obra », Ara,‎ 27 décembre 2024 (lire en ligne, consulté le 25 mai 2024).
22. ↑  (en) « Barcelona Metro Line 9 », sur railway-technology.com, 3 octobre 2012 (consulté le 4 août 2022).
23. ↑  (ca) « Línia 10 Sud metro », sur tmb.cat (consulté le 4 août 2022).